# Arnex-sur-Orbe
Arnex-sur-Orbe es una comuna suiza del cantón de Vaud, situada en el distrito de Jura-Nord vaudois. Limita al norte con la comuna de Agiez, al noreste con Orbe, al este con Chavornay y Bavois, al sur con Pompaples, al suroeste con La Sarraz y Croy, y al oeste con Bofflens.
La comuna formó parte hasta el 31 de diciembre de 2007 del distrito de Orbe, círculo de Romainmôtier-Envy.

## Transportes
Ferrocarril
Cuenta con una estación ferroviaria a la que llegan trenes perteneciente a la red 'RER Vaud'.